# Mycalesis flavotincta
Mycalesis flavotincta är en fjärilsart som beskrevs av Otto Staudinger 1889. Mycalesis flavotincta ingår i släktet Mycalesis och familjen praktfjärilar. Inga underarter finns listade i Catalogue of Life.